# Морозов Михайло Герасимович
Михайло Герасимович Моро́зов (1 вересня 1912, Серпухов — 19 грудня 1999, Київ) — український радянський скульптор; член Спілки радянських художників України з 1950 року.

## Біографія
Народився 19 серпня [1 вересня] 1912 року в місті Серпухові (нині Московська область, Росія). Брав участь у німецько-радянській війні.
1950 року закінчив Київський художній інститут, де навчався у Макса Гельмана, Михайла Лисенка.
Мешкав у Києві в будинку на вулиці Патріотів, № 68. Помер у Києві 19 грудня 1999 року.

## Творчість
Працював у галузях станкової та монументальної скульптури, створюючи портрети, пам'ятники у стилі соцреалізму. Використовував переважно мармур, бронзу, граніт. Серед робіт:
погруддя
- «Іван Мічурін» (1949; 1954);
- «Володимир Філатов» (1951);
- «Двічі Герой Соціалістичної Праці Степанида Виштак» (1952, мармур; Одеський національний художній музей)[1];
- «Володимир Ленін» (1956);
- «Лев Толстой» (1956);
- «Михайло Скорульський» (1960-ті);
- «Поліна Нятко» (1960);
- «Микола Лисенко» (1963, мармур);
- «Народний артист СРСР Петро Білинник» (1963).

Автор надгробних пам'ятників на Байковому кладовищі у Києві Володимиру Пірадову (1955, мармур, граніт) та Миколі і Марії Соловцовим (1960-ті, мармур, парний портрет).
Брав участь у республіканських виставках з 1947 року, всесоюзних — з 1950 року.